# Metasia dyrocausta
Metasia dyrocausta là một loài bướm đêm trong họ Crambidae.